# Galipuje, Dod Ballapur
Galipuje là một làng thuộc tehsil Dod Ballapur, huyện Bangalore Rural, bang Karnataka, Ấn Độ.